# Bahnstrecke Sala–Gävle
| Bahnhof Runhällen 1937 |                      |                                                     |                                                     |
| Streckenlänge: | 99,15 km             |                                                     |                                                     |
| Spurweite: | 1435 mm (Normalspur) |                                                     |                                                     |
| Maximale Neigung: | 11 ‰                 |                                                     |                                                     |
| Minimaler Radius: | 400 m                |                                                     |                                                     |
| Streckengeschwindigkeit: | 60 km/h              |                                                     |                                                     |
| |                      |                                                     |                                                     |
| \| \| \| Bahnstrecke Mora–Uppsala von Uppsala \| \| \| \| \| Bahnstrecke Sala–Tillberga von Tillberga \| \| \| \| 0,0 \| Sala \| 51,6 m ö.h. \| \| \| \| Bahnstrecke Mora–Uppsala nach Mora \| \| \| \| 1,7 \| Kalkbacken lp \| Kalkbacken lp \| \| \| 1,9 \| Gudmundstorp hp \| Gudmundstorp hp \| \| \| 5,4 \| Köpalla södra lp (1956–) \| Köpalla södra lp (1956–) \| \| \| 5,9 \| Köpalla norra (1941–) \| Köpalla norra (1941–) \| \| \| 7,3 \| Saladamm (bis 1961 Bf) \| 56,9 m ö.h. \| \| \| 8,1 \| Armanbo (1921–1955) \| Armanbo (1921–1955) \| \| \| 9,6 \| Delbovägen hpr (1940–1949) \| Delbovägen hpr (1940–1949) \| \| \| 11,7 \| Jugansbo (bis 1961 Bf) \| 59,4 m ö.h. \| \| \| 13,4 \| Klasbo hpr (1940–1949) \| Klasbo hpr (1940–1949) \| \| \| 15,8 \| Vigelsbovägen hpr (1940–1949) \| Vigelsbovägen hpr (1940–1949) \| \| \| \| Bahnstrecke Enköping–Runhällen von Heby (1906–1952) \| \| \| \| 19,4 \| Runhällen \| 72,2 m ö.h. \| \| \| 22,8 \| Kroksbo \| 74,7 m ö.h. \| \| \| 25,7 \| Råsboda (bis 1919 Råsbo) \| 78,2 m ö.h. \| \| \| 27,5 \| Råsboda grusgrop \| Råsboda grusgrop \| \| \| 35,3 \| Tärnsjö \| 70,8 m ö.h. \| \| \| 39,0 \| Norafallet hpr (1940–) \| Norafallet hpr (1940–) \| \| \| 39,4 \| Skärsjö \| 62,2 m ö.h. \| \| \| 41,2 \| Skärsjöby (1931–) \| Skärsjöby (1931–) \| \| \| 44,9 \| Kerstinbo (bis 1960 Bf) \| 56,5 m ö.h. \| \| \| 48,0 \| Skvaterbo lp (–1923) \| 55 m ö.h. \| \| \| \| Dalälven \| \| \| \| 52,6 \| Gysinge \| 55,4 m ö.h. \| \| \| 58,6 \| Smedsäng (bis 1956 Bf) \| 54,6 m ö.h. \| \| \| 63,8 \| Västbyggeby hp \| Västbyggeby hp \| \| \| 65,3 \| Hedesunda \| 55,1 m ö.h. \| \| \| 67,5 \| Brunnsheden hp \| Brunnsheden hp \| \| \| 70,5 \| Norra Brunn hpr \| Norra Brunn hpr \| \| \| 72,0 \| Åsberg \| 79,7 m ö.h. \| \| \| 75,8 \| Stav hp \| Stav hp \| \| \| 77,7 \| Främlingshem (bis 1949 Bf) \| 71,1 m ö.h. \| \| \| 87,2 \| Rörberg (–1957) \| 68,9 m ö.h. \| \| \| 90,8 \| Överhärde hp (1901–1955) \| 56,7 m ö.h. \| \| \| 93,1 \| Mackmyra \| 47 m ö.h. \| \| \| 95,5 \| Södra Valbo (bis 1919 Sveden) \| 45,3 m ö.h. \| \| \| 97,0 \| Åbyfors (–1955) \| 37,9 m ö.h. \| \| \| \| Gävleån \| \| \| \| \| Bahnstrecke Falun–Gävle von Storvik \| \| \| \| 99,6 \| Hagaström (ehem. Pers.-Halt) \| 33,5 m ö.h. \| \| \| \| Bahnstrecke Falun–Gävle nach Gävle \| \| \| \| \| \| \| \| \| \| \| \| \| Erläuterung: (hpr) = Hållplats för rälsbussar (deutsch Haltestelle für Schienenbusse) \| \| \| \| \| Quellen: [1] \| \| \| \| |                      |                                                     |                                                     |
| Strecke |                      | Bahnstrecke Mora–Uppsala von Uppsala                | Bahnstrecke Mora–Uppsala von Uppsala                |
| Abzweig geradeaus und von links |                      | Bahnstrecke Sala–Tillberga von Tillberga            | Bahnstrecke Sala–Tillberga von Tillberga            |
| Bahnhof | 0,0                  | Sala                                                | 51,6 m ö.h.                                         |
| Abzweig ehemals geradeaus und nach links |                      | Bahnstrecke Mora–Uppsala nach Mora                  | Bahnstrecke Mora–Uppsala nach Mora                  |
| Blockstelle (Strecke außer Betrieb) | 1,7                  | Kalkbacken lp                                       | Kalkbacken lp                                       |
| Haltepunkt / Haltestelle (Strecke außer Betrieb) | 1,9                  | Gudmundstorp hp                                     | Gudmundstorp hp                                     |
| Blockstelle (Strecke außer Betrieb) | 5,4                  | Köpalla södra lp (1956–)                            | Köpalla södra lp (1956–)                            |
| Bahnhof (Strecke außer Betrieb) | 5,9                  | Köpalla norra (1941–)                               | Köpalla norra (1941–)                               |
| Haltepunkt / Haltestelle (Strecke außer Betrieb) | 7,3                  | Saladamm (bis 1961 Bf)                              | 56,9 m ö.h.                                         |
| Dienststation / Betriebs- oder Güterbahnhof (Strecke außer Betrieb) | 8,1                  | Armanbo (1921–1955)                                 | Armanbo (1921–1955)                                 |
| Haltepunkt / Haltestelle (Strecke außer Betrieb) | 9,6                  | Delbovägen hpr (1940–1949)                          | Delbovägen hpr (1940–1949)                          |
| Haltepunkt / Haltestelle (Strecke außer Betrieb) | 11,7                 | Jugansbo (bis 1961 Bf)                              | 59,4 m ö.h.                                         |
| Haltepunkt / Haltestelle (Strecke außer Betrieb) | 13,4                 | Klasbo hpr (1940–1949)                              | Klasbo hpr (1940–1949)                              |
| Haltepunkt / Haltestelle (Strecke außer Betrieb) | 15,8                 | Vigelsbovägen hpr (1940–1949)                       | Vigelsbovägen hpr (1940–1949)                       |
| Abzweig geradeaus und von rechts (Strecke außer Betrieb) |                      | Bahnstrecke Enköping–Runhällen von Heby (1906–1952) | Bahnstrecke Enköping–Runhällen von Heby (1906–1952) |
| Bahnhof (Strecke außer Betrieb) | 19,4                 | Runhällen                                           | 72,2 m ö.h.                                         |
| Haltepunkt / Haltestelle (Strecke außer Betrieb) | 22,8                 | Kroksbo                                             | 74,7 m ö.h.                                         |
| Bahnhof (Strecke außer Betrieb) | 25,7                 | Råsboda (bis 1919 Råsbo)                            | 78,2 m ö.h.                                         |
| Dienststation / Betriebs- oder Güterbahnhof (Strecke außer Betrieb) | 27,5                 | Råsboda grusgrop                                    | Råsboda grusgrop                                    |
| Bahnhof (Strecke außer Betrieb) | 35,3                 | Tärnsjö                                             | 70,8 m ö.h.                                         |
| Haltepunkt / Haltestelle (Strecke außer Betrieb) | 39,0                 | Norafallet hpr (1940–)                              | Norafallet hpr (1940–)                              |
| Bahnhof (Strecke außer Betrieb) | 39,4                 | Skärsjö                                             | 62,2 m ö.h.                                         |
| Haltepunkt / Haltestelle (Strecke außer Betrieb) | 41,2                 | Skärsjöby (1931–)                                   | Skärsjöby (1931–)                                   |
| Haltepunkt / Haltestelle (Strecke außer Betrieb) | 44,9                 | Kerstinbo (bis 1960 Bf)                             | 56,5 m ö.h.                                         |
| Blockstelle (Strecke außer Betrieb) | 48,0                 | Skvaterbo lp (–1923)                                | 55 m ö.h.                                           |
| Brücke über Wasserlauf (Strecke außer Betrieb) |                      | Dalälven                                            | Dalälven                                            |
| Bahnhof (Strecke außer Betrieb) | 52,6                 | Gysinge                                             | 55,4 m ö.h.                                         |
| Blockstelle (Strecke außer Betrieb) | 58,6                 | Smedsäng (bis 1956 Bf)                              | 54,6 m ö.h.                                         |
| Haltepunkt / Haltestelle (Strecke außer Betrieb) | 63,8                 | Västbyggeby hp                                      | Västbyggeby hp                                      |
| Bahnhof (Strecke außer Betrieb) | 65,3                 | Hedesunda                                           | 55,1 m ö.h.                                         |
| Haltepunkt / Haltestelle (Strecke außer Betrieb) | 67,5                 | Brunnsheden hp                                      | Brunnsheden hp                                      |
| Haltepunkt / Haltestelle (Strecke außer Betrieb) | 70,5                 | Norra Brunn hpr                                     | Norra Brunn hpr                                     |
| Bahnhof (Strecke außer Betrieb) | 72,0                 | Åsberg                                              | 79,7 m ö.h.                                         |
| Haltepunkt / Haltestelle (Strecke außer Betrieb) | 75,8                 | Stav hp                                             | Stav hp                                             |
| Haltepunkt / Haltestelle (Strecke außer Betrieb) | 77,7                 | Främlingshem (bis 1949 Bf)                          | 71,1 m ö.h.                                         |
| Bahnhof (Strecke außer Betrieb) | 87,2                 | Rörberg (–1957)                                     | 68,9 m ö.h.                                         |
| Haltepunkt / Haltestelle (Strecke außer Betrieb) | 90,8                 | Överhärde hp (1901–1955)                            | 56,7 m ö.h.                                         |
| Bahnhof (Strecke außer Betrieb) | 93,1                 | Mackmyra                                            | 47 m ö.h.                                           |
| Bahnhof (Strecke außer Betrieb) | 95,5                 | Södra Valbo (bis 1919 Sveden)                       | 45,3 m ö.h.                                         |
| Haltepunkt / Haltestelle (Strecke außer Betrieb) | 97,0                 | Åbyfors (–1955)                                     | 37,9 m ö.h.                                         |
| Brücke über Wasserlauf (Strecke außer Betrieb) |                      | Gävleån                                             | Gävleån                                             |
| Abzweig ehemals geradeaus und von links |                      | Bahnstrecke Falun–Gävle von Storvik                 | Bahnstrecke Falun–Gävle von Storvik                 |
| Dienststation / Betriebs- oder Güterbahnhof | 99,6                 | Hagaström (ehem. Pers.-Halt)                        | 33,5 m ö.h.                                         |
| Strecke |                      | Bahnstrecke Falun–Gävle nach Gävle                  | Bahnstrecke Falun–Gävle nach Gävle                  |
| |                      |                                                     |                                                     |
| |                      |                                                     |                                                     |
| Erläuterung: (hpr) = Hållplats för rälsbussar (deutsch Haltestelle für Schienenbusse) |                      |                                                     |                                                     |
| Quellen: |                      |                                                     |                                                     |

Die Bahnstrecke Sala–Gävle, umgangssprachlich auch Salabanan oder Gysingebanan genannt, war eine normalspurige Eisenbahnstrecke in Schweden. Die Strecke wurde von der Gesellschaft Sala-Gysinge-Gävle-Järnväg (SGGJ) zwischen 1898 und 1901 erbaut und verband die Bahnstrecke Mora–Uppsala bei Sala mit der Bahnstrecke Falun–Gävle bei Hagaström. Hauptzweck der Strecke war es, die damals bedeutende Eisenhütte Gysinge bruk und weitere Industriebetriebe in der Umgebung an das Schienennetz anzuschließen.

## Geschichte

### Vorgeschichte
Bis zum Ende des 19. Jahrhunderts hatte sich die Eisenhütte Gysinge Bruk zu einer der größten Eisenhütten Schwedens entwickelt und es hatte sich weitere Industrie in der Umgebung angesiedelt. Am Anfang der 1890er Jahre wurden mehrere Vorschläge gemacht, um Gysinge an das wachsende schwedische Eisenbahnnetz anzuschließen. Über die Streckenführung von Sala bis Gysinge wurde schnell Einigung erzielt, nicht jedoch über die weitere Streckenführung nördlich von Gysinge. Hier wurden zwei Alternativen vorgeschlagen, eine westliche Streckenführung über Årsunda und eine östliche über Hedesunda, die bei Hagaström an die damals noch private Strecke Gävle–Dala-Järnväg anschließen sollte. Auch nach zahlreichen Diskussionen zwischen Vertretern der betroffenen Gemeinden und Industriebetrieben sowie der angrenzenden Eisenbahngesellschaften konnte keine Einigung erreicht werden. So wurden schließlich zwei unterschiedliche Konzessionsanträge beim schwedischen König eingereicht. Der König bat verschiedene Institutionen, unter anderem die Eisenbahnbehörde und den Generalstabschef, um Stellungnahme. Diese befürworteten ausnahmslos die östliche Streckenführung, weshalb dafür am 22. Dezember 1897 eine Konzession erteilt wurde.

## Sala-Gysinge-Gävle-Järnväg
Der Bau der Strecke begann im Mai 1898 von beiden Enden her. Ein Bautrupp arbeitete sich von Sala aus Richtung Gysinge vor, der andere von Hagaström aus. Der Abschnitt Hagaström–Gysinge wurde am 22. Dezember 1900 fertiggestellt. Die von Sala ausgehende Strecke erreichte am 28. Dezember 1900 Kerstinbo. Der Abschnitt Kerstinbo–Gysinge verzögerte sich bis zum 15. Mai 1901, da hier eine 350 Meter lange Brücke über den Fluss Dalälven gebaut werden musste. Am 29. Juni 1901 wurde die Gesamtstrecke offiziell eingeweiht.

## Wirtschaftliche Situation
Noch im Eröffnungsjahr der Strecke 1901 brannte das Sulfitwerk in Gysinge nieder, welches ein wichtiger Güterverkehrskunde hätte werden sollen. Das Werk wurde nicht wieder aufgebaut. Erst einige Jahre später entstand an seiner Stelle ein Stahlwerk, welches aber längst nicht so viel Güterverkehrsaufkommen benötigte. Auch der durch die Weigerung der Stadt Gävle, noch eine weitere Bahnstrecke auf ihrem Territorium zu genehmigen, nötig gewordene Anschluss an die Strecke der Gävle–Dala-Järnväg außerhalb des Stadtgebietes führte zu wirtschaftlichen Problemen, da Gävle–Dala-Järnväg darauf bestand, zwischen Hagaström und Gävle alle Züge mit eigenen Loks und eigenem Personal zu fahren.

## Betrieb
In den ersten Jahren nach der Inbetriebnahme wurde die Strecke planmäßig lediglich von zwei Zugpaaren befahren. Beides waren Güterzüge mit Personenbeförderung. Darüber hinaus verkehrten bedarfsweise weitere Güterzüge. Ab dem Fahrplanwechsel im Mai 1903 kam ein reines Personenzugpaar hinzu, welches über Sala hinaus bis nach Tillberga verkehrte.
Um die in der zweiten Hälfte der 1920er Jahre steigende Nachfrage nach schnellen Personenverkehrsverbindungen zu befriedigen, wurden zwischen 1926 und 1927 drei Drehgestell-Personenwagen zu Triebwagen umgebaut. Als Antrieb wurde ein Gasmotor eingesetzt, das Gas kam aus einem Kohlegasgenerator, der wahlweise mit Holzkohle, Steinkohle oder Koks betrieben werden konnte. Die Triebwagen bewährten sich jedoch nicht, die Motoren waren zu schwach. Sie wurden daher bereits 1928 wieder zu Personenwagen zurückgebaut, ihre Zugläufe wurden mit lokbespannten Zügen gefahren.

## Verstaatlichung
Aufgrund der permanenten wirtschaftlichen Schwierigkeiten wurde die Strecke bereits einige Jahre vor der allgemeinen schwedischen Eisenbahnverstaatlichung am 1. Oktober 1937 verstaatlicht.
Nach der Verstaatlichung konnte auf den zeit- und kostenintensiven Personal- und Lokwechsel in Hagaström verzichtet werden. Die Personenzüge wurden zunächst weiter als lokbespannte Züge gefahren. Erst in den frühen 1950er Jahren wurde der Personenverkehr auf Schienenbusse umgestellt.

## Stilllegung
Am 1. Januar 1964 wurde der Personenverkehr auf der Gesamtstrecke sowie der Güterverkehr auf dem Abschnitt Skärsjö–Mackmyra stillgelegt. In den 1970er Jahren erfolgten weitere, abschnittsweise Stilllegungen sowie erste Abbauarbeiten. Der letzte Zug verkehrte am 12. Juni 1995 zwischen der Kiesgrube Råsboda und Sala. Stillgelegte Abschnitte wurden umgehend abgebaut.